# Danila Izotov
Danila Izotov (n. 2 octombrie 1991, Novouralsk, RSFS Rusă, URSS) este un înotător ce a reprezentat Rusia, medaliat olimpic. A participat la 3 ediții ale Jocurilor Olimpice (2008, 2012, 2016) în care a câștigat o medalie de argint și o medalie de bronz.